# بلونة (إيطاليا)

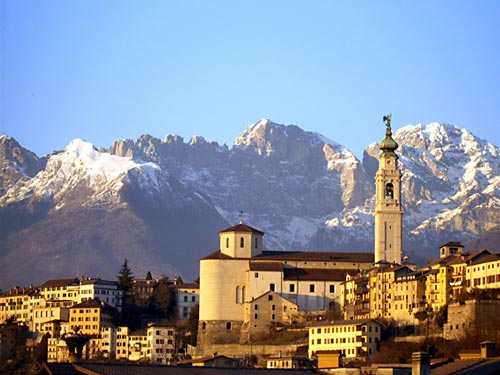
La cattedrale di Belluno e sullo sfondo il gruppo dolomitico dello Schiara

مقاطعة بِلُّونة أو بِلُّونو أو (نقحرة: بيلونو) (بالإيطالية: Belluno)‏، مدينة إيطالية في إقليم فنيتة وعاصمة مقاطعة بِلُّونة. وتقع على بعد حوالي 80 كيلومترا إلى الشمال من مدينة البندقية، عدد قاطينيها حوالي 3.6000 نسمة. وهي أكبر منطقة مأهولة في وادي فالبيلونا. بها افتتح آل بينيتون أول متجر ملابس لهم عام 1965. وهي واحدة من 15 بلدية مكونة لحديقة دولوميتيكو الوطنية.

## السكان
في سنة 1871 بلغ عدد السكان 15٬971 نسمة، وتطور العدد ليصل في سنة 2011 لـ 35٬591 نسمة.
يظهر هذا المخطط البياني تطور النمو السكاني لـ بلونو

## التاريخ
اسم المدينة عائد إلى كلمة belo-dunum السلتية بمعنى «تلة رائعة». استوحي الاسم من الموقع الأفضل داخل الوادي.
أسس الرومان المدينة حوالي 220-200 قبل الميلاد، وابتداءً من عام 181 ق.م، أصبحت معقلا عسكريا رومانيا هاما في فينيتيا. بعد سقوط الإمبراطورية الرومانية الغربية، حكمها اللومبارديون (القرن السادس) والكارولينجيون (القرن الثامن) ؛ ومنذ أواخر القرن التاسع حكمها أسقف-كونت وبنت قلعة وخط أسوار.
في وقت لاحق حازتها أسرة إتسيلينو الغيبلينية. بعد أن تقاسمت الأراضي القريبة لمدة طويلة مع تريفيزو، في نهاية وهبت بِلُّونة نفسها لجمهورية البندقية (1404). وصارت المدينة منذ ذلك الوقت مركزا هاما لنقل الخشب من كادوري عبر نهر بيافي.
بعد سقوط الجمهورية، تبعت الإمبراطورية النمساوية، حتى انضمت إلى مملكة إيطاليا في إطار عملية توحيد إيطاليا عام 1861.

## توأمة
لبلونو اتفاقيات توأمة مع كل من:
- تشرفيا
- بيند

## أعلام
- ماسيمو مارتن
- يوجينيو مونتي
- جيوفاني كناب
- ليندا دي روكو
- غريغوري السادس عشر
- ألدو رومانو